# Eggert Petersen
Pour les articles homonymes, voir Petersen.
 (janvier 2021).
Eggert Petersen, né le 26 mai 1927, est une personnalité politique danoise.
Il est député européen du 9 octobre 1980 au 23 juillet 1984.